# Abdulla Mohtadi
Abdulla Mohtadi (Bukan, Iran, 1949) is partijleider van de Iraans Koerdische Komala Partij van Iraans Koerdistan. Hij is een Iraanse Koerd, en heeft een prominente rol gespeeld binnen de Koerdische verzetsstrijd tegen het Iraanse regime. Abdulla Mohtadi is ook lid van het bestuur van de overgangsraad van Iran (ITC).  In de internationale media is Abdulla Mohtadi bekend als politiek analist van het Midden-Oosten, vooral van Iran.

## Geschiedenis
Eind jaren zestig werd in Iraans-Koerdistan een revolutionaire beweging gelanceerd door mensen als Suleiman Moini, Ismail Sharifzadeh  en Mala Aware. Ook de familie van Mohtadi was verbonden met de beweging, vooral zijn oudere broer Solahadin. De beweging had een diepgaand effect op de ontwikkeling van Mohtadi's toekomst. Mohtadi was een van de exponenten van de linkse beweging in Iraans-Koerdistan. In de jaren zestig en zeventig richtte Abdulla Mohtadi met enkele vrienden een linkse organisatie op die betrokken was bij de Iraanse Revolutie van 1979. In maart 1979 richtte deze organisatie een politieke partij op. Het platform van Komala was socialistisch.  Daarna coördineerde Mohtadi met het bestuur van Komala een paar kampen in Irak.

## Biografie
De familie Mohtadi was politiek actief. Mohtadi’s vader, Haji Abdul Rahman aghai Ilkhanizadeh, was lid van de Komala J.K en geruime tijd actief in de partij.
Na de oprichting van de Republiek Koerdistan in 1969 in de stad Mahabad werd hij tot minister gekozen. Na het falen van de Republiek Koerdistan verhuisde de familie eerst naar Tabriz en later naar Teheran, waar de vader doceerde aan de faculteit Godgeleerdheid van de Universiteit van Teheran.
In de jaren vijftig had hij de familienaam veranderd in Mohtaddi en doceerde hij (soennitische) theologie aan de Universiteit van Teheran. In die tijd doceerden er twee soennitische theologen aan de universiteit, beiden waren Koerden. Een van hen was Molla Mahmud Mofti, de oudste zoon van Abdollah Mofti en de vader van Ahmad Moftizadeh. De twee mannen onderhielden een hechte band en toen Ahmad Moftizadeh zijn vader in 1958 naar Teheran volgde, ontwikkelde hij ook nauwe relaties met de familie Mohtadi. Hij trouwde met Abdul Rahmans dochter Khadijah, waardoor de banden tussen beide families verder werden verstevigd.
Abdul Rahmans zonen Solahadin en Abdollah Mohtadi, die waren opgegroeid in Teheran, keerden zich geleidelijk af van de religie en zochten hun heil in het marxisme. Zij werden de leiders van de radicaal linkse Koerdische beweging Komala, die in 1979 in botsing kwam met Moftizadeh. Abdulla Mohtadi behaalde een bachelordiploma in economie en bedrijfskunde aan de Universiteit van Teheran. Als jonge man was Mohtadi erg geïnteresseerd in poëzie, maar later kreeg hij belangstelling voor politiek en in korte tijd ontwikkelde hij zich tot een van de politieke figuren van Iran, met name in Koerdistan. In oktober 1969 richtte Mohtadi met een aantal medestudenten in Teheran de Komala-partij op. Tijdens de vervolgingen van de sjah in de jaren zeventig werd Mohtaddi drie keer gearresteerd, en bracht meer dan drie jaar in de gevangenis door als politiek gevangene. Hij werd later ook gearresteerd onder Khomeini. Tijdens de Iraanse revolutie heeft Mohtadi massademonstraties en bijeenkomsten geleid in het Koerdische gebied in Iran. Maar de aard van de beweging van Mohtadi stond in schril contrast met de beweging in Teheran. In Teheran en in delen van Iran controleerden ayatollahs de beweging en maakten er een islamitische revolutie van. Maar de Koerdische beweging bleef democratisch en gehoorzaamde niet aan de heerschappij van de ayatollahs.
Toen ayatollah Khomeini in augustus 1979 opdracht gaf tot een massale aanval op Iraanse Koerden, trad Mohtadi op de voorgrond als leider van de Koerdische verzetsbeweging.
Onder druk van het Koerdische verzet besloot Iran om met de Koerden te onderhandelen. Mohtadi werd voor de onderhandelingen aangesteld als hoofd van Komala bij de Verenigde Koerdische delegatie.
In de jaren negentig pleitte Mohtaddi voor de noodzaak van een radicale verandering in de denkwijze van de Iraanse oppositie. Hij voerde aan dat ze zich moesten aanpassen aan de behoeften van de tijd en dat zij democratie op de eerste plaats moesten zetten.  Als ervaren schrijver heeft hij veel over de Koerdische en Iraanse politiek geschreven. In 1997 gaf hij zijn doctoraalstudie in Londen op om tijd te besteden aan de Komala-zaak. Hij speelde een cruciale rol bij de diepgaande politieke veranderingen in de Komala-partij, ook voor wat betreft de aansluiting bij de sociaaldemocratie. Sindsdien heeft hij een bepalende rol gespeeld tijdens een periode van snelle heropleving en groei van de partij.
Mohtadi staat voor een democratisch, pluralistisch en niet-centralistisch Iran dat in vrede leeft met zijn diverse culturele, taalkundige, religieuze en etnische bevolking, de buurlanden en de rest van de wereld.

## Activiteiten
- Organisator van de Komala Partij (1969)
- Bestuur van Komala (1979)
- Partijleider van Komala (1980)
- Secretarie van de Communistische partij van Iran (1983)
- Partijleder van Komala party of Iranian Kurdistan(2000)
- Bestuur van de Transitional Council_Iran (2019)
- Politieke analist in Internationale media BBC Persian, Voce of Amerika, Al Jazira, Al Arabia BBC Arabic verschillende internationale kranten.
- Twee boeken geschreven[13][14]